# Šerm na Letních olympijských hrách 1896
Šerm na Letních olympijských hrách 1896.

## Medailisté

### Muži
| Kategorie            | Zlato                                   | Stříbro                                 | Bronz                                          |
| -------------------- | --------------------------------------- | --------------------------------------- | ---------------------------------------------- |
| Fleret - jednotlivci | Eugène-Henri Gravelotte · Francie (FRA) | Henri Callot · Francie (FRA)            | Periklis Pierrakos-Mavromichalis · Řecko (GRE) |
| Šavle - jednotlivci  | Ioannis Georgiadis · Řecko (GRE)        | Tilemachos Karakalos · Řecko (GRE)      | Holger Nielsen · Dánsko (DEN)                  |
| Fleret - Masters     | Leonidas Pyrgos · Řecko (GRE)           | Joanni Maurice Perronet · Francie (FRA) | nebyla udělena                                 |

### Přehled medailí
| Pořadí | Země    | Zlato | Stříbro | Bronz | Celkově |
| ------ | ------- | ----- | ------- | ----- | ------- |
| 1.     | Řecko   | 2     | 1       | 1     | 4       |
| 2.     | Francie | 1     | 2       | 0     | 3       |
| 3.     | Dánsko  | 0     | 0       | 1     | 1       |